# Llegat Cambó
El llegat Cambó és un conjunt de pintura amb identitat pròpia que abraça la història de la pintura europea des del segle xiv fins a l'inici del segle xix i que s'exhibeix de forma permanent a les sales del Museu Nacional d'Art de Catalunya. El de Francesc Cambó és un exemple de col·leccionisme programat que reflecteix alguna cosa més que el gust i la satisfacció personals, és un col·leccionisme que té la voluntat d'agrupar obres dels grans mestres per completar les sèries medievals del MNAC.

## Història
A Catalunya després del modernisme es recupera el concepte de clàssic amb el noucentisme. És una època de culte al romànic i al gòtic.
El Palau Nacional fet per l'Exposició Internacional de Barcelona de 1929 es converteix en seu del Museu d'Art de Catalunya, un museu que conté el Romànic i alguns Picasso. Entre el romànic i l'avantguarda no hi havia res de renaixement ni de barroc. Francesc Cambó va voler omplir el buit.
Aquesta col·lecció es formà en només 10 anys i va acabar bruscament el 1936 sense concloure la planificació prevista. Aquesta fou una col·lecció planificada, volguda per omplir un buit. Al capítol 24 de les Memòries el mateix Cambó escriu: 
| «                | Surgió en mi el deseo de dotar a la ciudad de Barcelona de un museo de obras del Renacimiento | » |
| — Francesc Cambó |                                                                                               |   |

Efectivament Cambó volia enllaçar les col·leccions de Romànic i Gòtic amb la col·lecció
d'Art Modern.
Alguns dels quadres estaven destinats a quedar-se altres havien estat comprats per ser canviats o com a moneda de canvi d'altres peces. Al no poder-se tancar el projecte va quedar una col·lecció possiblement desnivellada o desigual però en tot cas d'una qualitat extraordinària.
L'adquisició i els avatars d'algunes obres en temps de guerra omplen un anecdotari llarguíssim que es pot trobar tant al catàleg publicat pel MNAC com a les mateixes Memorias o a les
Meditaciones de Cambó.
Inicialment es tractava d'un conjunt de 60 obres que Cambó va anar comprant per completar la seva col·lecció. Unes es van quedar a París, altres a Suïssa. Diverses van anar circulant separades, fins que un dia el mateix Cambó va destinar 7 obres al Museo del Prado i 50 a Barcelona, que va deixar en mans dels seus marmessors testamentaris. També es va donar una obra al Museu Cantonal de Belles Arts de Lausana, a Suïssa, en agraïment al fet que durant la guerra van accedir a guardar tota la col·lecció sense cobrar res.
També va regalar un quadre als Caputxins de Sarrià, un Botticelli a la seva filla, així com un Zurbarán al seu advocat.

## Exposicions
- 1991 - Museo del Prado, Madrid
- 1991 - Sala Sant Jaume de la Fundació Caixa de Barcelona.[1]

### Exposició commemorativa
El 1997, amb motiu del cinquantenari de la mort del polític i mecenes Francesc Cambó (1876-1947), el MNAC va presentar la col·lecció de pintura que el patrici va llegar al museu. Aquest fons constitueix la més gran aportació d'obra del Renaixement i del barroc que mai no s'hagi fet a Catalunya. S'hi troben obres europees des del tres-cents fins al set-cents, amb noms tan significatius com Francesco del Cossa, Quinten Metsys, Lucas Cranach, Ticià, Sebastiano del Piombo, Tintoretto, Rubens, Zurbarán, Tiepolo, Quentin de La Tour, Jean-Honoré Fragonard i Francisco de Goya. A banda de la catalogació del llegat Cambó, classificada en diversos apartats (pintura italiana, pintura espanyola, pintura germànica, pintura flamenca i holandesa i pintura francesa i anglesa). També es va publicar un llibre on s'analitzava la figura del patrici català a través d'un apunt biogràfic signat per la seva filla, i que es completà amb una bibliografia.

## Fons
Es tracta d'un conjunt d'obres que marquen el pas del gòtic al Renaixement, que parlen de la perfecció de l'art de les diverses escoles del Quattrocento italià, de la sensualitat de la pintura dels grans mestres venecians del Cinquecento, de la sàtira moralitzadora deutora de la Reforma, de l'auge econòmic dels Països Baixos al segle xvii i de la grandesa del Segle d'Or espanyol, i que arriben a la plenitud del rococó, tant venecià com francès, per cloure el discurs artístic amb el geni renovador de Francisco de Goya.

## Llista d'obres
Llista completa de totes les obres del llegat que es conserven al Museu Nacional d'Art de Catalunya:
| títol | autor                                       | data                                         | tècnica                                                                  | núm. de catàleg | imatge              |
| --- | ------------------------------------------- | -------------------------------------------- | ------------------------------------------------------------------------ | --------------- | ------------------- |
| Al·legoria de l'Amor, Cupido i Psique                                                                                     | Francisco de Goya y Lucientes               | 1798-1805                                    | Oli sobre tela                                                           | 064996-000      |                     |
| Anunciació (Madonna Cinni)                                                                                                | Mestre de la Madonna Cini                   | Cap a 1330                                   | Tremp i daurat amb pa d'or sobre fusta                                   | 064964-000      |                     |
| Cap de negre | Govert Flinck (?)                           | Cap a 1640                                   | Oli sobre fusta                                                          | 065003-000      |                     |
| Cap de vell | Quinten Metsys                              | Cap a 1525                                   | Oli sobre fusta                                                          | 064998-000      |                     |
| Dormició de la Mare de Déu                                                                                                | Mestre de la Madonna Cini                   | Cap a 1330                                   | Tremp i daurat amb pa d'or sobre fusta                                   | 064966-000      |                     |
| El minuet | Giandomenico Tiepolo                        | 1756                                         | Oli sobre tela                                                           | 064989-000      |                     |
| El portador de males notícies                                                                                             | Pieter de Hooch                             | Cap a 1655                                   | Oli sobre fusta                                                          | 065005-000      |                     |
| El xarlatà | Giandomenico Tiepolo                        | 1756                                         | Oli sobre tela                                                           | 064988-000      |                     |
| Estendard processional amb el Nen Jesús adorat per la Mare de Déu, sant Joan Baptista i àngels                            | Neri di Bicci                               | Segle XV                                     | Tremp i daurat amb pa d'or sobre fusta                                   | 064974-000      |                     |
| Eva temptada | Cecco Bravo                                 | Segle XVII                                   | Oli sobre tela                                                           | 064983-000      |                     |
| Felip III, príncep | Juan Pantoja de la Cruz                     | 1590-1592                                    | Oli sobre tela                                                           | 064992-000      |                     |
| Interior de celler | Pieter Quast                                | 1636                                         | Oli sobre fusta                                                          | 065004-000      |                     |
| Jean-Claude Richard, l'abbé de Saint-Non, vestit a l'espanyola                                                            | Jean-Honoré Fragonard                       | Cap a 1769                                   | Oli sobre tela                                                           | 065010-000      |                     |
| Juan Francisco de la Cerda, VIII duc de Medinaceli                                                                        | Claudio Coello                              | Cap a 1670                                   | Oli sobre tela                                                           | 064995-000      |                     |
| La tardor | Jean-Baptiste Pater                         | Cap a 1725                                   | Oli sobre tela                                                           | 065007-000      |                     |
| Lady Aletheia Talbot, comtessa d'Arundel                                                                                  | Peter Paulus Rubens                         | 1620                                         | Oli sobre tela                                                           | 065001-000      |                     |
| Lady Georgiana Poyntz, comtessa Spencer                                                                                   | Thomas Gainsborough (?)                     | Segle XVIII                                  | Oli sobre tela                                                           | 065013-000      |                     |
| Les set Arts Liberals | Giovanni di Ser Giovanni                    | Cap a 1460                                   | Tremp sobre fusta amb acabats d'or                                       | 064968-000      |                     |
| Les set Virtuts | Anton Francesco dello Scheggia              | 1465-1470                                    | Tremp i daurat amb pa d'or sobre fusta                                   | 064967-000      |                     |
| L'hivern | Jean-Baptiste Pater                         | Cap a 1725                                   | Oli sobre tela                                                           | 065008-000      |                     |
| Manuel Quijano | Francisco de Goya y Lucientes               | 1815                                         | Oli sobre tela                                                           | 064997-000      |                     |
| Mare de Déu amb el Nen i dos àngels                                                                                       | Fra Filippo Lippo                           | Primera meitat del segle XV                  | Oli sobre fusta                                                          | 064970-000      |                     |
| Mare de Déu amb el Nen Jesús adorat per sant Joan Baptista i santa Caterina                                               | Gherardo Starnina (?)                       | Finals del segle XIV – inicis del segle XV   | Tremp i daurat amb pa d'or sobre fusta                                   | 064969-000      |                     |
| Mare de Déu amb el Nen Jesús en el tron                                                                                   | Neri di Bicci                               | Segle XV                                     | Tremp i daurat amb pa d'or sobre fusta                                   | 064973-000      |                     |
| Mare de Déu amb el Nen Jesús entre sant Pere i sant Pau                                                                   | Vincenzo Frediani                           | Cap a 1490                                   | Tremp, daurat amb pa d'or i full metàl·lic sobre fusta traspassat a tela | 064978-000      |                     |
| Mare de Déu amb el Nen Jesús i un àngel                                                                                   | Francesco del Cossa (?)                     | Cap a 1460                                   | Tremp i daurat amb pa d'or sobre fusta                                   | 064971-000      |                     |
| Mare de Déu amb el Nen Jesús                                                                                              | Pietro di Cristoforo Vannucci (escola de)   | Últim decenni del segle XV                   | Fresc traspassat a tela                                                  | 064980-000      |                     |
| Maria Magdalena, Marta, Llàtzer i Maximí venerats pels prínceps de Provença i Maria Magdalena escoltant el sermó de Crist | Ludovico (Alvise) de Donati                 | Cap a 1508                                   | Tremp sobre tela                                                         | 064979-000      |                     |
| Maria Magdalena | Anònim Actiu a Anvers entre 1530-1535       | 1530-1535                                    | Oli sobre fusta                                                          | 064999-000      |                     |
| Mater Dolorosa (Baldassare d'Este)                                                                                        | Baldassare d'Este (?)                       | Segle XV                                     | Tremp sobre fusta                                                        | 064977-000      |                     |
| Natura morta d'atuells | Francisco de Zurbarán                       | 1635-1664                                    | Oli sobre tela                                                           | 064994-000      |                     |
| Noia davant el mirall | Tiziano Vecellio (i taller)                 | Posterior a 1515                             | Oli sobre tela                                                           | 064985-000      |                     |
| Paisatge amb la Fugida a Egipte                                                                                           | Cornelis Metsys                             | 1545-1550                                    | Oli sobre fusta                                                          | 065000-000      |                     |
| Parella amorosa desigual                                                                                                  | Lucas Cranach el Vell                       | 1517                                         | Oli sobre fusta                                                          | 065012-000      |                     |
| Pierre-Louis Laideguive                                                                                                   | Maurice Quentin de La Tour                  | Cap a 1761                                   | Pastel sobre paper acolorit adherit sobre tela                           | 065009-000      |                     |
| Presentació de Jesús al Temple (Madonna Cinni)                                                                            | Mestre de la Madonna Cini                   | Cap a 1330                                   | Tremp i daurat amb pa d'or sobre fusta                                   | 064965-000      |                     |
| Retaule de la Mare de Déu                                                                                                 | Mestre de la Madonna Cini                   | Cap a 1330                                   | Tremp sobre fusta                                                        | 064964-CJT      | [[Fitxer: \|100px]] |
| Retrat de cavaller | Adriaen Hanneman (?)                        | Cap a 1655                                   | Oli sobre tela                                                           | 065002-000      |                     |
| Retrat de dama | Vincenzo Tamagni                            | Cap a 1523                                   | Oli sobre fusta traspassat a tela                                        | 064982-000      |                     |
| Retrat de jove | Willem Drost                                | Cap a 1654                                   | Oli sobre tela                                                           | 065006-000      |                     |
| Retrat de nena | Élisabeth-Louise Vigée Le Brun              | 1788-1790                                    | Oli sobre tela                                                           | 065011-000      |                     |
| Retrat del procurador Alessandro Gritti                                                                                   | Jacopo Robusti                              | 1581-1582                                    | Oli sobre tela                                                           | 064987-000      |                     |
| Sant ? monjo amb el model d'una església                                                                                  | Bartolomeo degli Erri (cercle de ?)         | Cap a 1480                                   | Oli sobre fusta                                                          | 064975-000      |                     |
| Sant Joan Baptista i sant Francesc d'Assís                                                                                | Doménikos Theotokópoulos (taller)           | Finals del segle XVI – inicis del segle XVII | Oli sobre tela                                                           | 064993-000      |                     |
| Sant Joan Baptista; Anunciació; Crucifixió; Santa Caterina d'Alexandria                                                   | Francesc Comes                              | Cap a 1400                                   | Tremp, relleus d'estuc i daurat amb pa d'or sobre fusta                  | 064991-000      |                     |
| Sant Joan Baptista | Raffaellino del Garbo                       | Cap a 1505                                   | Tremp sobre fusta                                                        | 064976-000      |                     |
| Sant Llorenç, sant Miquel i el drac, la Dormitio Virginis i el martiri de santa Caterina                                  | Neri di Bicci                               | 1475-1480                                    | Tremp i daurat amb pa d'or sobre fusta                                   | 064972-000      |                     |
| Santa Àgata | Bernardino Luini (atribuït a)               | Primera meitat del segle XVI                 | Oli sobre tela enganxada sobre fusta                                     | 064981-000      |                     |
| Santa Caterina | Paolo Caliari (taller)                      | 1580-1585                                    | Oli sobre tela                                                           | 064986-000      |                     |
| Santa Cecília | Giandomenico Tiepolo i Giambattista Tiepolo | 1750-1760                                    | Oli sobre tela                                                           | 064990-000      |                     |
| Vittoria Colonna? | Sebastiano Luciani                          | 1520-1525                                    | Oli sobre fusta                                                          | 064984-000      |                     |